# Asztal
Az asztal egy többnyire négylábú, legtöbbször konyhai vagy ebédlői bútordarab, elsődlegesen étkezésre használt, lapból és lábazatból álló állvány mindennemű formai és funkcióbeli változata. A régi magyar leírásokban, visszaemlékezésekben, fejedelmi és főúri udvartartásban a 18. század végéig, „tábla” volt, az asztalt jelentő kifejezés. Ez a kifejezés a szövegkörnyezettől függően olyan deszkalapot is jelentett, melyen ételt készítettek, vagy szárnyast kopasztottak, illetve nagyobb helyigényű konyhai műveleteket végeztek rajta (például mézeskalács formázása). Ma már csak egyes szakmákban használatos a tábla kifejezés, mint a cukorkészítés, mézeskalácsosok, de használják a szabóságok is a nagy helyigényű munkafázisok elvégzésére, (szabászat).
Rendeltetése szerint több kategóriája van az asztaloknak: étkezőasztal, íróasztal/munkaasztal, dohányzóasztal stb. A funkciójához kötődő cselekvést gyakran széken ülve, vagy mellette állva végzi a cselekvő személy. Az asztal formája lehet négyzet alakú, téglalap alakú, ovális, vagy kerek. Anyaga többnyire fa (tölgy, bükk, fenyő), de készülhet üvegből, műanyagból, fémből, márványból, kőből is.

## Az asztal részei

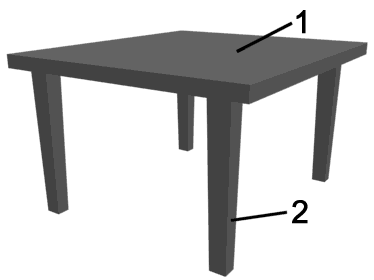
Egy négylábú asztal sematikus ábrája:
1.: asztallap
2.: lábak

Az asztalnak két fő része van: az asztallap és a lábak (melyből gyakran négy darab van, de számuk nem ritkán eltér ettől a mennyiségtől). A lábak tartják azt az asztallapot a föld fölött, melyen azután a tényleges cselekvés (evés, írás, munka stb.) zajlik.

## Az asztal típusai

### Étkezőasztal

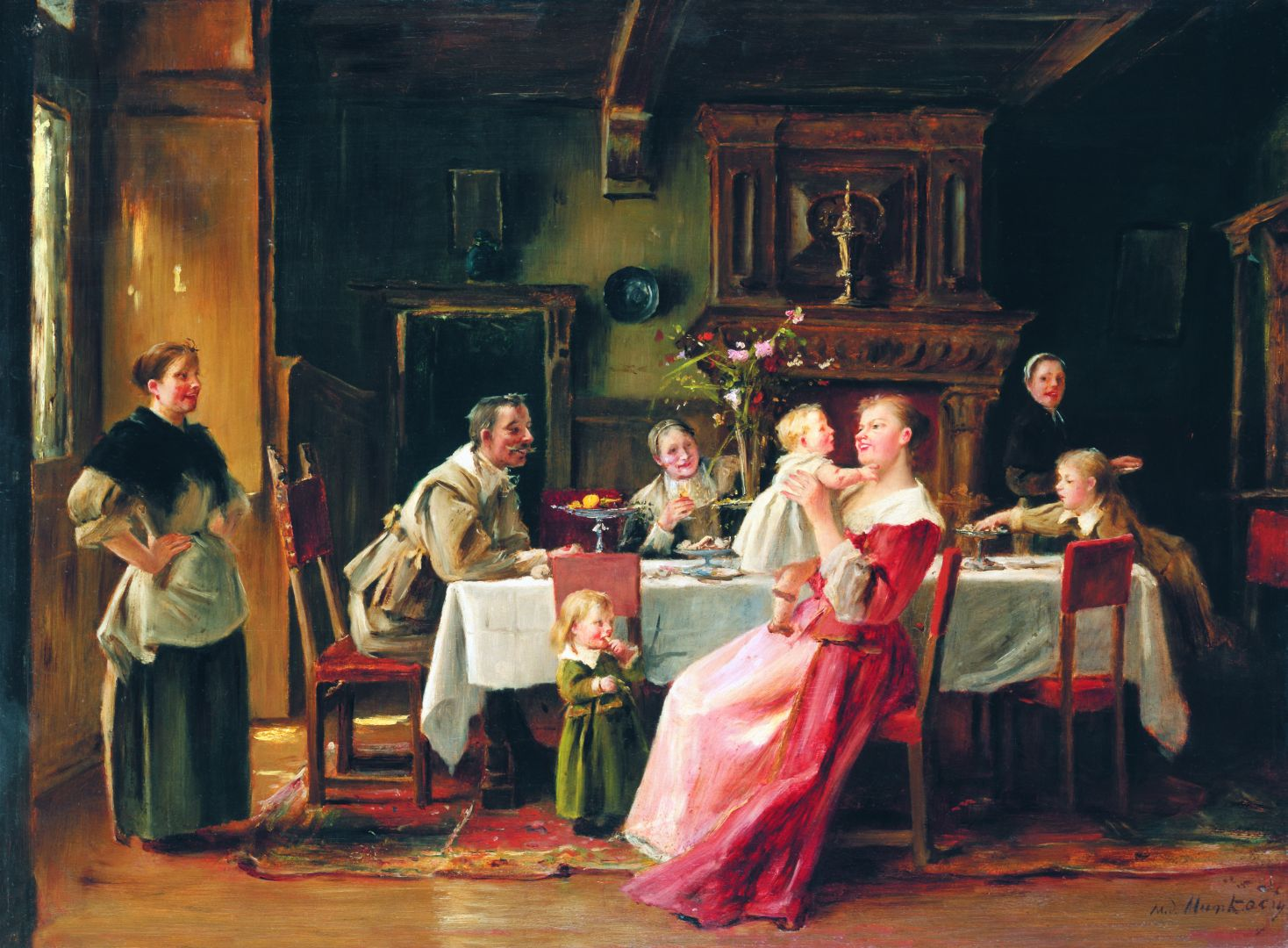
Terítővel letakart étkezőasztal Munkácsy Mihály Ebéd után című festményén

Az étkezőasztal viszonylag nagy méretű, székek veszik körbe, rövidebb oldalának neve asztalfő. Az asztalt eredetileg csak ünnepen terítették le, és egyedül ekkor ettek róla, régebben csak ilyenkor vitték be a házba. Többfelé (pl. Göcsej, palócok) szokásában maradt fenn, hogy csak a férfiak ülhettek mellé, a nők álltak, a gyermekek az asztalhoz nem is közelíthettek, de hívás nélkül az idegen sem. Az asztalnál kötött ülésrend érvényesült, a házigazda a főhelyen, jobbján a legidősebb fiú (ha már kiérdemelte), vagy a megbecsült vendég ülhetett.

### Népi asztalok

#### Kőasztal
A magyarok az asztalt a honfoglalás után, az asztal megnevezéssel együtt a szlávoktól vehették át. Az Árpád-kori falusi házakból földbe vert lábú asztal nyomai kerültek elő; ilyen karólábas, (egy vastagabb fát levertek a földbe, és arra helyezték a már nem használt malomkövet), rendszerint az udvaron felállított asztal, a szegényeknél a 20. századig volt használatos. (pl.: malomkő-, vagy kűasztal.) Udvaron, fa alatt állították fel, meleg időben tálaló-étkező asztalként is használták.

#### Kecskelábú asztal
Vagy bakos, X-lábú asztal az előbbivel párhuzamosan terjedhetett el a falvakban, míg a 19. századra alkalmi bútorrá vált, általában lakodalmak idején használták.

#### Gótikus asztal
A gótikus jellegű asztalok parasztházbeli meghonosodásának kezdetét, a hódoltság előtti időre datálják, de Magyarország keleti részén a 19. században is készültek még szobai alkalmazásra. Jellemzőjük a nagyméretű, lefelé keskenyedő fiók (A szakirodalomban: bölcsős vagy erdélyi asztalnak nevezik), ezekben előfordul az alsó részben beépített ajtós szekrény is (kamarás, szekrényes, tömlöcös, illetve medve asztalnak is nevezték). 

#### Reneszánsz asztal
Az orsósan esztergált lábak jellemzik (olaszlábas), csak Nyugat-Magyarországon készült paraszti megrendelésre, máshol a 19. század elejétől a kávás asztalnak kései, klasszicista stílusú formája vált uralkodóvá. A gótikus asztal korábban asztalosbútor, de a 19. századra már a molnárok, ácsok, barkácsolók készítették, ezek jellemzője, hogy keményfából készültek, egyedüli díszük a lábak csipkézése volt.

#### Kisipari asztalok
Az asztalosok által gyártott asztalok általában fenyőfából készültek, festett, népi virágminták, a reneszánsz jellegű abroszhímzésekhez hasonlítottak. A klasszicista keményfa asztalok készülhettek intarzia berakással és faragás is.

#### Speciális asztalok

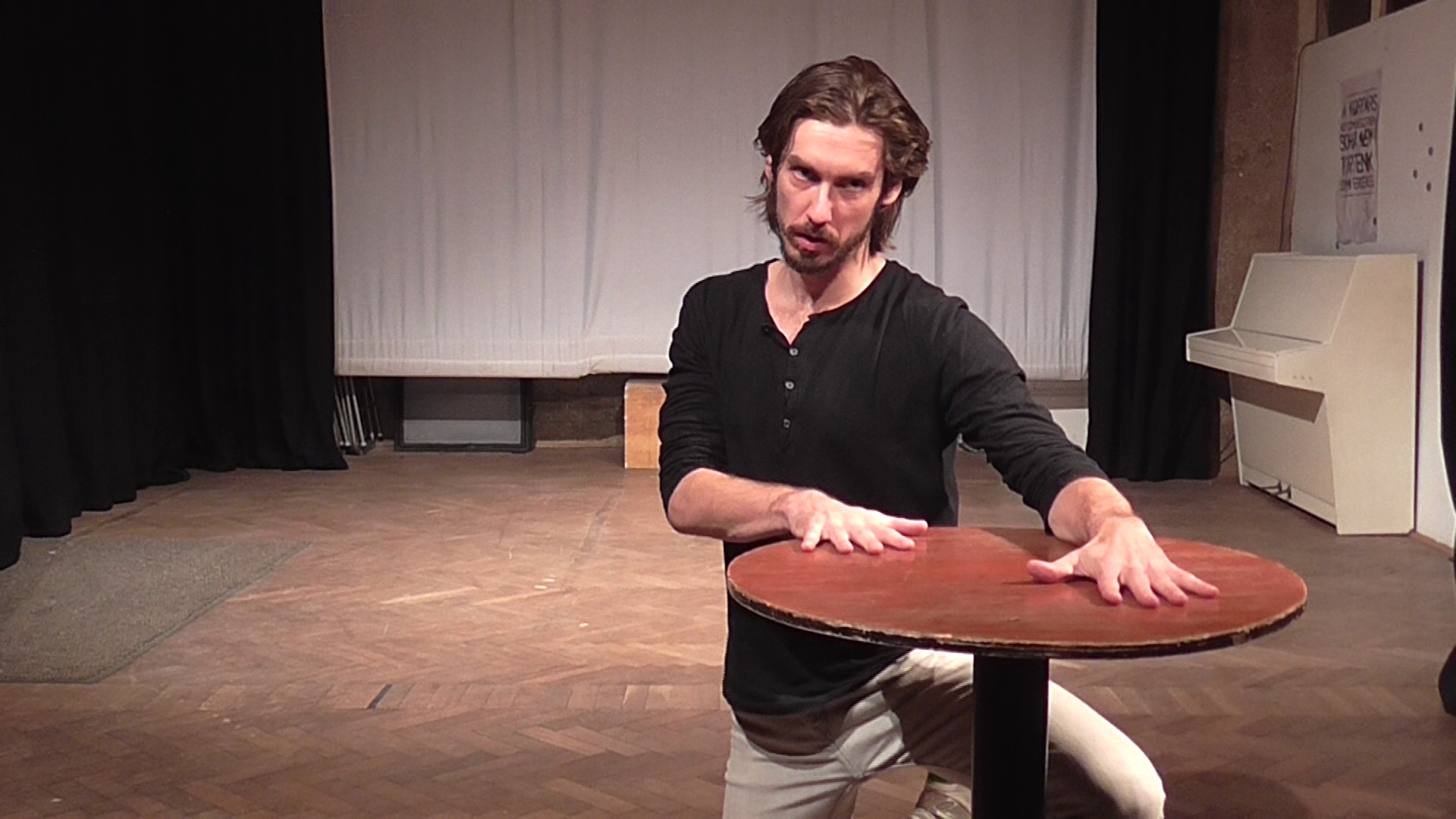
Tipikus kerek kiskocsmaasztal Vass Imre performanszának elején

## Babonák és hiedelmek
- Ha egy asztalnál 13-an ülnek, aki legelőször feláll, az hal meg legkorábban.
- Kínában (a vendéglátóipari egységekben is) leginkább kerek asztalokat használnak, mivel úgy tartják, hogy ha valakinek nem jut hely, és az asztal sarkára ül, az szerencsétlenséget okoz.
- Úgy tartják, ha valaki az asztal sarkához ül, hét évig nem házasodik meg.

## Híres asztalok
- Kerekasztal (Britannia)